# 菲利普·戈利科夫
菲利普·伊万诺维奇·戈利科夫（俄语：Филипп Иванович Голиков；1900年7月30日—1980年7月29日），蘇聯軍隊指揮官，1961年成為蘇聯元帥。

## 生涯
生於彼爾姆省鲍里索沃，父亲是沙皇军队医士。
1918年中学7年级毕业后于1918.5.30加入苏俄红军，任共产主义农民志愿步兵第一团的政治宣传鼓动员，该团即著名的《红鹰团》，团长是任辅臣。随部队改编为东方面军第3集团军特别旅莫斯科步兵第10团，1919年加入俄共 (布)。1919年8月彼得格勒军区军事宣传学校毕业后任步兵第51师政治处组织指导员。
1927年因在部队从事政治工作成绩显著获嘉奖证书。1929年工农红军高级指挥员进修班毕业。1931年军事学校在职学习毕业。1931年1月任师政委、师政治处主任。1931年11月任步兵第32师第95团团长。1933年伏龙芝军事学院函授毕业。1933年11月任伏尔加沿岸军区步兵第61师师长。1935.11.26授旅级指挥员军衔。1936.9任独立机械化第8旅旅长。1937年夏任基辅军区机械化第45军军长。1937年12月31日授军级政委军衔，1938.1.8改授军级指挥员军衔。1938.1任白俄罗斯军区军事委员。1938.11任基辅特别军区文尼察集团军群司令。
1939.9任基辅特别军区第6集团军司令,指揮第6集團軍入侵波蘭。1940.6.4授中将军衔。1940.7任副总参谋长兼苏军总参情报部（格鲁乌）部长。苏德战争初期，率领苏联军事代表团去英国和美国进行关于向苏联提供军用物资的谈判。1941年10月起任大本营新锐预备队的第10集团军司令。1941年12月至1942年初的莫斯科会战反攻阶段，第10集团军在西方面军左翼投入战斗，把古德里安的坦克第二集群击退了约400公里，解放了10座城市，对粉碎莫斯科方向的德国法西斯军队起了重要作用。是莫斯科会战反攻期间表现最好的三个集团军之一。1942年2月任突击第4集团军司令。
1942年4月任布良斯克方面军司令。在南线哈尔科夫惨败后于1942年7月7日至7月1日任危急关头的沃罗涅日方面军司令，率部顽强奋战，冲出了包围，稳住了战线，使德军围歼该部的图谋未能得逞。
1942年8月任近卫第1集团军司令。随即于1942年8月至10月任东南方面军(9月28日改为斯大林格勒方面军)副司令。1942年10月任西南方面军司令，旋复任红军副总长兼兼总参情报部部长。旋于1942年10月22日又改任沃罗涅日方面军司令，方面军军事委员是费奥多尔·费多托维奇·库兹涅佐夫中将。在斯大林格勒会战反攻阶段的1943年1月13日至27日的奥斯特罗戈日斯克-罗索什进攻战役，在半个月内围歼了匈牙利第二集团军、德军坦克第24军和意大利阿尔卑斯步兵军的15个师，俘虏86 000人，突入敌后纵深140公里。1943年1月19日晋升为上将。1943年1月24日至2月17日与布良斯克方面军协同进行了沃罗涅日-卡斯托尔诺耶进攻战役，粉碎了顿河上游的德国第二集团军7个师和匈牙利第3军的两个师，在中部战线撕开了400公里宽的战役突破口。1943年2月瓦图京的西南方面军战败退过北顿涅茨河，导致沃罗涅日方面军左翼暴露，3月3日开始在哈尔科夫西南-南远接近地波尔塔瓦至北顿涅茨河一线受到德国南方集团军群机动部队装甲第4集团军（辖装甲57军、装甲48军、党卫队坦克军，包括装17师、“大日耳曼”师、党卫队“帝国”师、“阿道夫·希特勒”师、“骷髅”师等）的全力攻击。至3月9日日终敌军占领了哈尔科夫西郊的柳博京，德军“肯普夫”战役集群的步兵第7军、第52军也转入了进攻。3月18日德军坦克部队占领了别尔哥罗德。沃罗涅日方面军在大本营预备队第64集团军、中央方面军第21集团军的援兵的支持下，3月18日日终前顶住了德军进攻，守住了库尔斯克突出部，成为1943年7月库尔斯克会战的德军向心钳形突击的目标。苏军在奥博扬以南地域集中了坦克第1集团军作为方面军预备队。德军多次企图在3月底突破苏军在别尔哥罗德地域（第21集团军）和北顿涅茨河(第64集团军)的防御，均未得逞。1943年3月28日调回后方任苏联副国防人民委员，主管干部工作。1943年5月起任总干部部部长。1944年10月起兼任苏联人民委员会遣返苏联公民事务特派员，負責蘇聯戰俘与被掠夺强制劳役的苏联平民的遣返。
1950年至1956年任独立机械化集团军司令。1956至1958年任装甲兵学院院长。朱可夫下台后，1958至1962年任苏军总政治部主任，1961年晋升苏联元帅，在赫鲁晓夫时期的军事领导人中占重要地位。1962年5月任苏联国防部总监组成员、中央检查委员会委员。苏共中央委员。苏联第一届和第四至六届最高苏维埃代表。 葬于新圣母公墓。
获列宁勋章4枚，十月革命勋章1枚，红旗勋章4枚，一级苏沃洛夫勋章1枚，一级库图佐夫勋章l枚，红星勋章2枚，三级“在苏联武装力量中为祖国服务”勋章1枚，奖章及外国勋章多枚，获荣誉武器1件。
《红鹰(1918—1920年日记摘录)，莫斯科1959年版；《在莫斯科会战中(—位指挥员的札记)》，莫斯科1907年版；《进攻中的第10集團军》，载《莫斯科会战》一书，莫斯科1968年第2版。